# My-HiME
My-HiME (jap. 舞-HiME, Mai-HIME) ist eine japanische Anime-Fernsehserie des Studios Sunrise. Die Serie wurde auch als Manga und Videospiele umgesetzt und viele Charaktere kommen auch in der später ausgestrahlten Spin-off-Serie Mai-Otome vor. Der Titel ist ein Wortspiel mit maihime (jap. 舞姫, dt. „Tänzerin“) und my hime (engl./jap. „meine Prinzessin“).
Das Werk lässt sich in die Genres Romantik, Drama, Action und Magical Girl einordnen.

## Inhalt

### Welt

#### HiME, Childs und Orphans
Die HiME (eng. Highly-advanced Materializing Equipment, dt. „Sehr fortschrittliche sich materialisierende Ausrüstung“) sind zwölf Mädchen, welche allesamt über außerordentliche Kräfte, sogenannte „Element“ verfügen und irgendwo am Körper ein speziell geformtes Mal haben. Jeder HiME ist ein Child zugeordnet, welches ihr ihre Macht verleiht. Dieses Child bezieht seine Kräfte aus den Gefühlen der HiME zu ihr am nächsten stehenden Person. Wird das Child besiegt, stirbt diese Person. Stirbt die HiME, stirbt auch ihr Child. Sollte die „wichtigste Person“ einer HiME sterben, verliert die HiME ihre Kräfte, was mit dem Verschwinden ihres Mals deutlich wird.

Das Mal einer HiME

Einmal alle 300 Jahre erscheint der rot glühende Komet HiME-Boshi am Himmel, den jedoch nur die HiME sehen können. Auf diesem lebt der Dunkle Prinz (黒曜の君, Kokuyō no Kimi), mit dem sich dann die stärkste HiME vermählen soll, um Japan Wohlstand zu bringen.
Gegen die HiME kämpfen die Orphans. Diese haben ähnliche Fähigkeiten wie die Childs, können aber nicht mit den HiME synchronisieren. Daher werden sie von den Gefühlen der Menschen angezogen. Sie werden besonders von der Searrs Foundation benutzt. Dieser mächtige multinationale Konzern will die stärkste HiME erschaffen und diese mit dem Dunklen Prinz vermählen, um dessen Macht für sich nutzen zu können.

#### Fūka
In der Region Fūka liegt die Fūka Gakuen und eine Stadt. Außerdem heißt so das mythische Land, das mit dem Schicksal der HiME eng verbunden ist. Die Fūka Gakuen mit anschließendem Campus ist eine autonome Einrichtung, die von den Schülern geführt und verwaltet wird. Die Erwachsenen sind entweder als Lehrer oder sonstiges Personal angestellt. Als oberste Instanz gilt jedoch die Direktorin Mashiro Kazahana, welche sich aber hauptsächlich um die spirituellen Angelegenheiten der Schule kümmert und die weltlichen Belange der gewählten Schulsprecherin Shizuru Fujino überlässt, welche sich um die Probleme ihrer Mitschüler kümmert und Verhandlungen mit Sponsoren führt. Um die Exekutive kümmert sich Haruka Suzushiro.

### Handlung
Die 16-jährige Mai Tokiha (鴇羽 舞衣) kommt dank eines Stipendiums an die Fuuka Gakuen (Fuuka Schule/Campus). Mit ihr kommt ihr kleiner Bruder, Takumi, welcher gesundheitlich angeschlagen ist. Schon auf dem Weg zur Schule wird sie in einen Kampf zwischen zwei HiME verwickelt, währenddessen entdeckt sie, dass sie selbst ebenfalls ungewöhnliche Kräfte besitzt. Nach kurzer Zeit bekommt sie einen Child genannten Helfer mit Namen Kagutsuchi, welcher als mächtiger weißer Drache Feuerattacken beherrscht.
In der Schule angekommen lernt Mai nach und nach immer mehr Mädchen kennen, die über übermenschliche Kräfte verfügen und muss sich den Orphan genannten Monstern entgegenstellen, welche das Schulgelände und die angrenzende Gegend unsicher machen. Sie wohnt mit der HiME Mikoto Minagi (美袋 命) zusammen.
Die künstlich gezeugte HiME Alyssa Searrs (アリッサ・シアーズ) versucht, die anderen HiME mittels eines Putsches unter ihre Kontrolle zu bringen. Die zwölf HiME erfahren nach Alyssas Niederlage, dass ihre eigentliche Bestimmung ist, gegeneinander zu kämpfen. Die Stärkste soll dann den Dunklen Prinzen heiraten, welcher im Gegenzug ein goldenes Zeitalter für die folgenden 300 Jahre garantiert. Bald mischt sich in den Kampf auch der Dunkle Prinz selbst ein.

## Produktion und Veröffentlichung
Die Serie wurde 2004 bis 2005 vom Studio Sunrise nach einer Idee von Hajime Yatate produziert und umfasst 26 Folgen. Regie führte Masakazu Obara, das Charakter-Design stammt von Hirokazu Hisayuki und die künstlerische Leitung übernahm Shinji Takasuka. Die Serie wurde vom 30. September 2004 bis zum 31. März 2005 in Japan erstmals durch TV Tokyo ausgestrahlt.
Die Serie erschien auf Englisch bei Madman Entertainment in Australien und bei Bandai Entertainment in den USA. Beez brachte den Anime auf Französisch heraus, Nekotachi Entertainment auf Niederländisch.
Auf Deutsch erschien die Serie vom 11. August 2006 bis 12. Oktober 2007 auf 6 DVDs bei Beez Entertainment, vertrieben durch Al!ve. Am 18. Juni 2010 erfolgte eine Neuveröffentlichung als Boxset.

### Synchronisation
Die deutsche Synchronfassung wurde von Circle of Arts nach dem Synchronbuch von Frank Preissler angefertigt.
| Rolle         | Japanischer Sprecher (Seiyū) | Deutscher Sprecher     |
| ------------- | ---------------------------- | ---------------------- |
| Mai Tokiha    | Mai Nakahara                 | Leoni Oeffinger        |
| Mikoto Minagi | Ai Shimizu                   | Sabine Bohlmann        |
| Natsuki Kuga  | Saeko Chiba                  | Katharina Schwarzmaier |
| Nao Yūki      | Yūka Nanri                   | Farina Brock           |
| Miyu Greer    | Kiyomi Asai                  | Melanie Manstein       |

In der japanischen Version sind in weiteren Rollen Mitsuki Saiga, Tomokazu Seki, Toshihiko Seki, Akira Ishida, Kikuko Inoue und Shin’ichirō Miki zu hören.

### Musik
Die Musik der Serie wurde komponiert von Yuki Kajiura. Der Vorspanntitel Shining Days stammt von Minami Kuribayashi. Die Abspannlieder sind Kimi ga Sora datta von Aki Misato, It's Only The Fairy Tale von Yuko Miyamura  und Shining Days von Minami Kuribayashi.

## Manga
Ab November 2004 erschien im Magazin Shōnen Champion des Verlags Akita Shoten ein Manga zum Anime. Autor des Mangas ist Noboru Kimura, Zeichner Kenetsu Satō. Die Reihe wurde im Juli 2007 abgeschlossen und in fünf Sammelbänden (Tankōbon) zusammengefasst.
Der Verlag Tokyopop veröffentlichte den Manga auf Englisch, Asuka Comics auf Französisch und Mangaline auf Spanisch und Portugiesisch.

## Spiele
Zur Anime-Serie erschienen in Japan mehrere Videospiele. Juni 2005 erschien Mai-HiME: Unmei no Keitōju (舞-HiME 運命の系統樹) der Firma Marvelous Interactive für die PlayStation 2. Später erschien es unter dem Titel Mai-Hime – Unmei no Keitōju Shura auch für PC. Sunrise Interactive veröffentlichte die Spiele Mai-HiME Bakuretsu! Fūka Gakuen Gekitōshi?! (舞-HiME 爆裂!風華学園激闘史?!) und Mai-HiME Senretsu! Shin Fūka Gakuen Gekitōshi!! (舞-HiME 鮮烈！真風華学園激闘史!!) für die Playstation Portable.